# Tetracampidae
I Tetracampidi (Tetracampidae Förster, 1856) costituiscono una piccola famiglia di insetti (Hymenoptera Chalcidoidea) comprendente specie parassitoidi.

## Generalità
I Tetracampidi sono considerati una famiglia intermedia, dal punto di vista morfologico, fra gli Eulofidi e gli Pteromalidi. Dai primi si distinguono per avere i tarsi composti da 5 articoli (tutte le femmine e una parte dei maschi) e, soprattutto, per il numero di antennomeri superiore a 10. Dai secondi si distinguono per lo sperone delle tibie anteriori ridotto e debole, mentre negli Pteromalidi è robusto e ricurvo.
Si riteneva che i Tetracampidi fossero assenti in America, ma Yoshimoto e Boucek hanno segnalato la presenza di specie in Canada fra cui una, Dipriocampe diprioni, introdotta dall'Europa.

## Descrizione
I Tetracampidi hanno un corpo generalmente di colore verde metallico, con capo portante antenne di 11-12 articoli, provviste di un anello. Il torace mostra un pronoto a forma di campana, con il margine posteriore che si confonde con il mesoscuto. Il mesoscuto mostra i notauli completi e lo scutello è provvisto di 4 setole. Il propodeo è provvisto di numerose setole.
Le tibie delle zampe anteriori hanno uno sperone debole e diritto. I tarsi sono composti da 5 tarsomeri in tutte le femmine, mentre nei maschi sono formati da 4 articoli (Tetracampinae e Baeomorphinae) oppure 5 (in tutti gli altri raggruppamenti). Le ali sono sempre prive di speculum.
L'addome ha un breve peziolo e mostra un'invaginazione del margine posteriore del primo urite, di conseguenza il gastro mostra un apparente solco profondo che separa gli uriti I e II.

## Biologia
Non è nota l'etologia di molti Tetracampidi. Le specie conosciute si comportano come parassitoidi di larve di ditteri Agromizidi oppure come endoparassiti di uova di imenotteri Sinfiti (Diprionidae) e di coleotteri Crisomelidi (Cassida).

## Sistematica
La famiglia è suddivisa in sei sottofamiglie di cui 3 fossili. Nel complesso comprende circa 50 specie appartenenti a 15 generi.
- Baeomorphinae †
- Bouceklytinae †
- Distylopinae †
- Mongolocampinae
- Platynocheilinae
- Tetracampinae

La presenza di diverse forme estinte ha finora reso difficile la collocazione filogenetica della famiglia.